# City of Honolulu (schip, 1896)

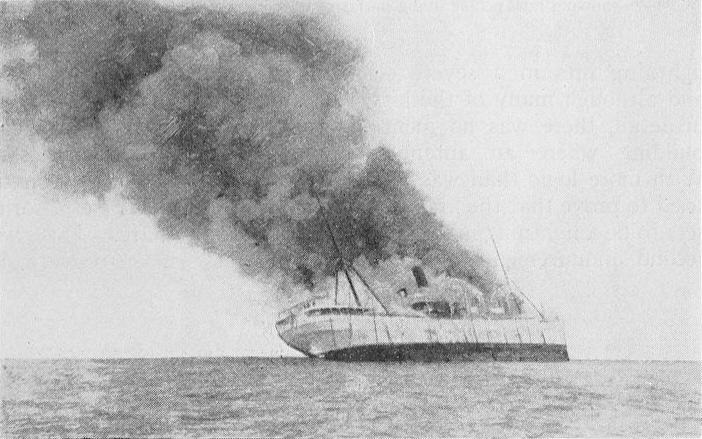
De brandende City of Honolulu

De City of Honolulu was een passagiersschip gebouwd in 1896 door Vulcan Shipbuilding Corp. te Stettin onder de naam Friedrich der Grosse voor de Norddeutscher Lloyd. Het was het eerste Duitse passagiersschip dat de 10.000 ton overschreed. Men gebruikte het schip op de route tussen de Noord-Atlantische Oceaan en Australië. In augustus 1914 werd het wegens de Eerste Wereldoorlog in New York aan de ketting gelegd.
Toen in 1917 Amerika in de oorlog betrokken raakte, werd het schip in dienst genomen en herdoopt tot USS Huron op 1 september 1917. Het vervoerde troepen naar het Westelijk front.
Na de oorlog werd het schip tussen 1920 en 1922 gebruikt als postschip om in 1922 aan de Los Angeles Steamship Company te verhuren. Het schip voer, herdoopt tot City of Honolulu, tussen Californië en Hawaï.
Op de terugweg van zijn eerste reis, richting Californië, brak er op 12 oktober 1922 brand uit. De West Faralon, een vrachtschip dat in de buurt was, kon alle opvarenden redden (70 passagiers en 145 bemanningsleden). Na vijf dagen dreef het wrak nog en werd het door de Amerikaanse marine tot zinken gebracht.